# Hualaihué
Hualaihué è un comune del Cile della provincia di Palena nella Regione di Los Lagos. Al censimento del 2002 possedeva una popolazione di 8.273 abitanti.

## Società

### Evoluzione demografica
| Censimento del 1992 | Censimento del 2002 |
| 8.104 ab.           | 8.273 ab.           |